# Галиција (Кремона)
Галиција (итал. Galizia) је насеље у Италији у округу Кремона, региону Ломбардија.
Према процени из 2011. у насељу је живело 31 становника. Насеље се налази на надморској висини од 30 м.